# Ашете
Ашете (порт. Achete)  —  район (фрегезия) в Португалии,  входит в округ Сантарен. Является составной частью муниципалитета  Сантарен. Входит в экономико-статистический  субрегион Лезирия-ду-Тежу, который входит в Рибатежу. Население составляет 1895 человек на 2001 год. Занимает площадь 31,63 км².